# أطفال الفردوس
أطفال الفردوس (بالفرنسية: Les Enfants du Paradis)‏ فيلم درامي فرنسي من تأليف وسيناريو جاك بريفير وإخراج مارسيل كارني 1945، تم إنتاجه في ظل ظروف الاحتلال الألماني لفرنسا خلال الحرب العالمية الثانية في عام 1943 و 1944 وأوائل عام 1945، يحكي قصة محظية جميلة يحبها أربع رجال كل منهم على طريقته الخاصة: فنان تمثيل صامت، ممثل، مجرم وأرستقراطي، هو واحد من الافلام الفرنسية النادرة التي تقوم في ظل الاحتلال تحفة من الواقعية الشعرية، اختير الفيلم في استفتاء أجري عام 1995، أفضل فيلم فرنسي في تاريخ صناعة السينما الفرنسية. ويستمد قوته على وجه الخصوص من وجود آرليتي، بيير براسور وجان لويس بارو، بدأ التصوير في أغسطس 1943 في استوديوهات فيكتورين في نيس وانتهى في باريس عام 1944 في استوديوهات باثي.

## وصلات خارجية
- أطفال الفردوس على موقع IMDb (الإنجليزية)
- أطفال الفردوس على موقع ميتاكريتيك (الإنجليزية)
- أطفال الفردوس على موقع الموسوعة البريطانية (الإنجليزية)
- أطفال الفردوس على موقع روتن توميتوز (الإنجليزية)
- أطفال الفردوس على موقع نتفليكس (الإنجليزية)
- أطفال الفردوس على موقع ألو سيني (الفرنسية)
- أطفال الفردوس على موقع Turner Classic Movies (الإنجليزية)
- أطفال الفردوس على موقع أول موفي (الإنجليزية)
- أطفال الفردوس على موقع فيلمافينيتي (الإسبانية)
- أطفال الفردوس على موقع قاعدة بيانات الأفلام السويدية (السويدية)